# Sylvain Duclos
Pour les articles homonymes, voir Duclos.
Sylvain Duclos, né le 22 novembre 1978 à Thonon-les-Bains, est un snowboardeur français, spécialiste du cross. Il participe aux Jeux olympiques d'hiver de 2006 à Turin.

## Palmarès

### Coupe du monde
- 1 petit  globe de cristal :
  - Vainqueur du classement snowboardcross en 2009.
- 4 podiums dont 2 victoires.